# SIL International
SIL International (dříve Summer Institute of Linguistic) je křesťanská mezinárodní nevládní nezisková organizace ze Spojených států amerických, která zkoumá jazyky, a to zejména ty méně rozšířené a méně známé. Jejím cílem je rozšiřovat jazykovědné znalosti, pomáhat růstu gramotnosti, pomoci překládat Bibli do nových jazyků a pomáhat rozvoji menšinových jazyků. SIL má více než 6000 spolupracovníků z více než 50 zemí a jako výsledek svého zkoumání nabízí na webu databázi jazyků Ethnologue. V souvislosti se systematizací jazyků v Ethnologue se SIL podílelo také na standardu ISO 639-3.

## Dějiny
SIL začala v Sulphur Springs v Arkansasu v roce 1934 jako letní společná cvičení skupiny misionářů, u kterých také začínají dějiny Wycliffe Bible Translators. Cvičení z lingvistiky, antropologie a překládání založil William Cameron Townsend (1896–1982), bývalý misionář denominace Disciples of Christ v Guatemale.
Od padesátých let do roku 1987 pak cvičení pokračovala na Oklahomské univerzitě v Normanu.